# Atherigona occulta
Atherigona occulta este o specie de muște din genul Atherigona, familia Muscidae, descrisă de Adrian C. Pont în anul 1986.
Este endemică în Northern Territory. Conform Catalogue of Life specia Atherigona occulta nu are subspecii cunoscute.